# Media Control
Media Control ist eine eingetragene Marke der media control GmbH, Baden-Baden. Das Unternehmen ermittelt Charts und erstellt Marktanalysen in den Unterhaltungsindustrie-Bereichen Buch, Musik, Video, Kino, TV, Videospiele, sowie soziale Medien. Zum Teil erfolgt dies im offiziellen Auftrag der jeweiligen Branchenverbände, zum Teil unabhängig oder als Alternative zu anderen Angeboten.

## Geschichte
Gegründet wurde Media Control im Jahr 1977 von Karlheinz Kögel. Die Firma ermittelte Hitlisten im Auftrag des Bundesverbandes Phono (heute Bundesverband Musikindustrie). Media Control ist Medienpartner für die Zeitschriften Stern, Der Spiegel, Focus, und Die Zeit. Media Control ermittelt Musik- und Buch-Bestsellerlisten sowie die Offiziellen Deutschen Kinocharts.

## Dienstleistungen

### Buch-Bestsellerlisten
Die deutschen Buch-Charts, auf denen die Börsenblatt-Bestsellerlisten als offizielles Organ der Buchbranche beruhen, werden auf Grundlage des Media-Control-Handelspanels MC Metis ermittelt. Datengrundlage der Bestsellerlisten sind die Verkaufszahlen von deutschlandweit rund 9.000 Verkaufsstellen, die das Baden-Badener Marktforschungsunternehmen wöchentlich ermittelt. Hierzu werden die Verkaufszahlen elektronisch aus den Warenwirtschaftssystemen von Verkaufsstellen wie Buchhandlungen, Kauf- und Warenhäuser sowie Elektro- und Drogeriemärkte ausgelesen. Die Daten bilden insgesamt über 88 Prozent des deutschen Buchmarktes ab.
Aus diesem repräsentativen Handelspanel werden auch die Gewinner des Buchpreises der Spitzenfeder ermittelt. Einmal je Quartal kürt Media Control das meistverkaufte Buch Deutschlands mit dieser Auszeichnung. Seit Sommer 2019 kürt Media Control außerdem das meistverkaufte Buch des Sommers mit dem „Buch Sommerhit des Jahres“. Kriterien für den von Media Control erstmals verliehenen Sommerhit-Award sind Absatz- und Umsatzzahlen aus Deutschland, Österreich und Schweiz.
Seit Beginn 2018 werden auch die österreichischen Bestsellerlisten und Buchmarktdaten im Auftrag des Hauptverbandes des Österreichischen Buchhandels (HVB) von Media Control ermittelt.

### Unabhängige deutsche Musikcharts
Media Control ermittelt wöchentlich die mengenbasierte (nicht die umsatzbasierte) Rangfolge der Top 100 relevantesten Alben, Songs und Streams in Deutschland. Die Ermittlung erfolgt aus physischen und digitalen Verkäufen, Audio- und Video-Streams sowie Radioübertragungen.

### Die Offiziellen Deutschen Kinocharts
Seit Jahresbeginn 2015 ermittelt die Firma im Auftrag des Verbands der Filmverleiher e. V. (VdF) die offiziellen deutschen Kinocharts. Die wöchentlichen Kino-Hitlisten, die auf Basis einer Vollerhebung gewonnen werden, basieren auf den Besucherzahlen von über 4.600 Kino-Leinwänden in ganz Deutschland. Neben Wochenend-Hitlisten sowie wöchentlichen Auswertungen werden auch Sonderauswertungen, wie z. B. tägliche Trendlisten und regionale Auswertungen erstellt.

### Vertrieb TV-Einschaltquoten
Im Auftrag der Arbeitsgemeinschaft Videoforschung GmbH ist Media Control seit Anfang der 1990er Jahre Vertriebspartner der deutschen Fernseh-Einschaltquoten. Unter der Bezeichnung „TV Ratings“ liefert Media Control Informationen über Sehdauer, Sehbeteiligung, Marktanteile und Alter der TV-Zuschauer. Ab 1. Februar 2020 will die AGF die Vermarktung selbst übernehmen und zum direkten Ansprechpartner für Datenbezieher wie etwa Presse und Pressedienste werden. Der zum 31. Januar 2020 auslaufende Vertrag mit Media Control wurde nicht verlängert.

### Zentrale eBook Download-Plattformceebo
ceebo ist eine Plattform für eBooks, auf die Händler und Verlage gleichzeitig zugreifen können.

## Der Deutsche Medienpreis
Media Control vergibt seit 1992 den Deutschen Medienpreis. Preisträger waren unter anderem Nelson Mandela (1998), Bill Clinton (1999), Kofi Annan (2003), der Dalai Lama (2008), George Clooney (2012) oder Barack Obama (2016). Die Jury setzt sich aus Chefredakteuren reichweitenstarker Medien Deutschlands zusammen.

## Sonstiges
Ab 2003 diente „Media Control“ als Name für die media control GfK International GmbH, um Verkaufszahlen von Tonträgern und ähnlichen Medien im Entertainment-Bereich in 32 Ländern zu ermitteln. Media Control übernahm unter anderem seit September 1977 die Ermittlung der deutschen Musikcharts und löste damit den Musikmarkt ab. Zu Beginn veröffentlichte Media Control zunächst die regulären deutschen Album- und Singlecharts, später kamen weitere Repertoire-Charts wie die Klassik- oder auch Schlagercharts hinzu. Mit Übernahme der Chartermittlung von Media Control wurden die Charts nicht mehr monatlich bzw. halbmonatlich, sondern wöchentlich publiziert. Das Marktforschungsunternehmen erweiterte die Chartlisten auch auf die heute bekannten „Top-100-Charts“. 2003 stieg die Gesellschaft für Konsumforschung (GfK) mit in die Chartermittlung ein, es entstand media control GfK International. 2013 übernahm die GfK vollständig die Charterstellung. Seit 2014 muss das Marktforschungsunternehmen GfK auf den bekannten Namenszusatz „Media Control“ verzichten. Die media control GmbH hatte den Namen für ein Joint Venture mit der GfK zur Verfügung gestellt. Die media control GfK International GmbH wurde 2013 zu 100 Prozent in die GfK-Gruppe integriert und im März 2014 in GfK Entertainment GmbH umbenannt.